# Brigitte Eisenfeld

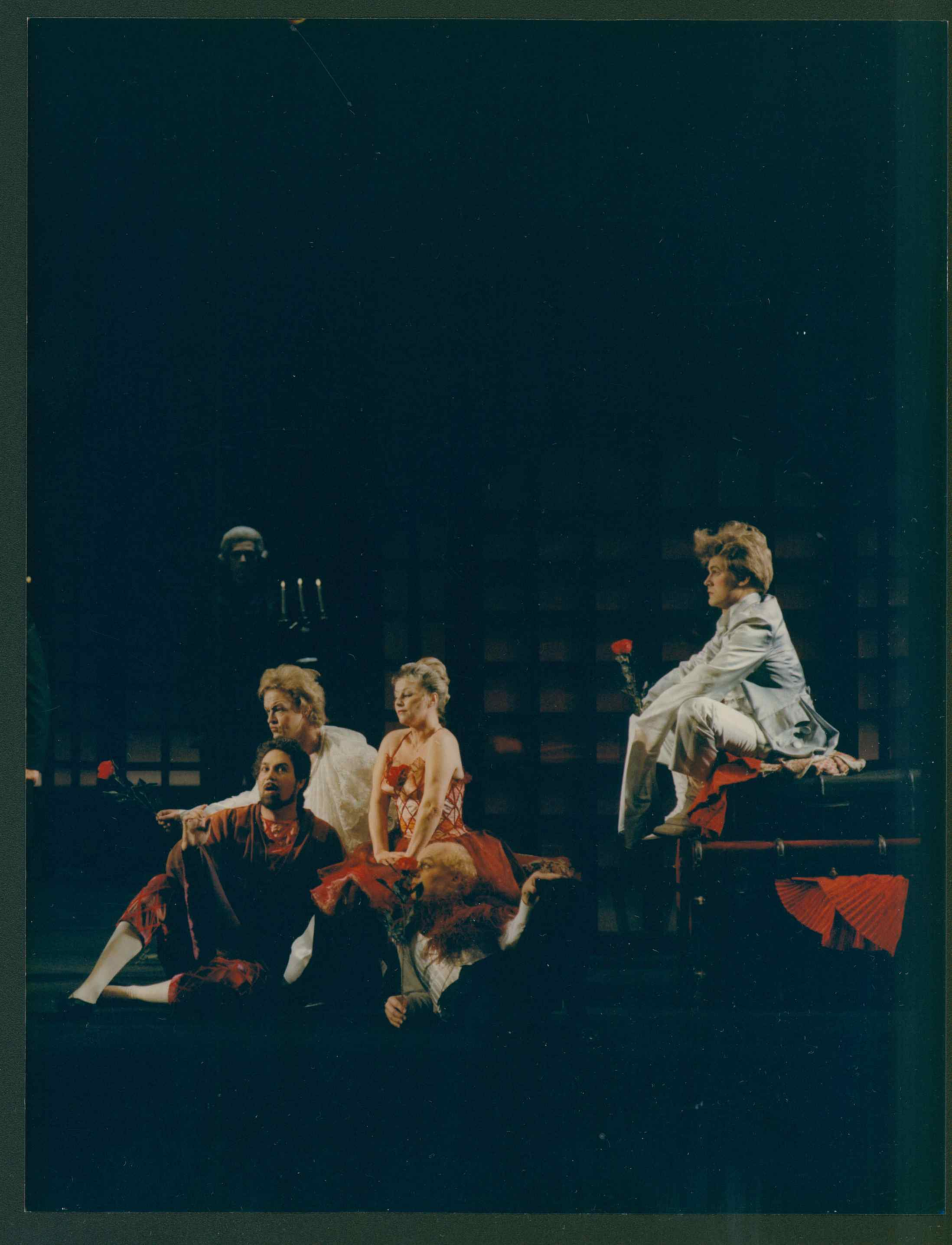
Brigitte Eisenfeld als Zerbinetta in Ariadne auf Naxos am Badischen Staatstheater Karlsruhe (1991)

Brigitte Eisenfeld (* 19. September 1945 in Falkenstein/Vogtl.) ist eine deutsche Opernsängerin (Koloratursopran).

## Leben
Nach einem Gesangsstudium an der Hochschule für Musik „Hanns Eisler“ in Berlin bei Hans Eisenfeld und Maria Corelli hatte sie 1970 ihr erstes Engagement in Karl-Marx-Stadt als Koloratursoubrette (Hannchen, Adele, Rosina, Gretel u. a.). 1972 debütierte sie an der Deutschen Staatsoper Berlin, wo sie bis 2010 engagiert war. 1981 wurde sie zur Kammersängerin ernannt und erhielt 1988 den Kunstpreis der DDR. Eisenfeld war Preisträgerin nationaler und internationaler Wettbewerbe in Berlin, Bratislava, ’s-Hertogenbosch und Salzburg. Gastspiele führten sie unter anderem 1992 als Zerbinetta an die Wiener Staatsoper, die Dresdner Semperoper und zu den Innsbrucker Festwochen der Alten Musik. Sie arbeitete u. a. mit den Dirigenten Arthur Apelt, Otmar Suitner, Wolfgang Rennert, Siegfried Kurz sowie nach 1990 mit Fabio Luisi, Daniel Barenboim, Sebastian Weigle und Philippe Jordan zusammen. Von 2001 bis 2010 war sie als Sängerin und Schauspielerin Mitglied der Musikalischen Komödie Berlin, wo sie die Clothilde in Fisch zu Viert und die Galathee in Die schöne Galathée oder die Primadonna von Leitmeritz darstellte.
Eisenfeld war häufig Gast bei Rundfunkproduktionen und hatte ca. 100 Fernsehauftritte als Sängerin und mit einer eigenen Musiksendung (Die Liebe hat bunte Flügel), in der sie auch als Moderatorin wirkte. Ihre letzte Verpflichtung beim MDR hatte sie 2015. In der Opernverfilmung Die lustigen Weiber von Windsor sang sie die Frau Fluth und in Die Gärtnerin aus Liebe die Sandrina.
Seit 1995 ist Brigitte Eisenfeld auch als Gesangspädagogin tätig.
Gemeinsam mit ihren vier Brüdern (unter ihnen der Maler Ulrich Eisenfeld und der Historiker Bernd Eisenfeld, der zur DDR-Opposition gehörte) skizzierte sie im Dokumentarfilm Die Eisenfelds (1996) ein Stück DDR-Geschichte.

## Repertoire
Insgesamt wirkte sie in 1729 Vorstellungen mit. Zu ihren wichtigsten Partien zählen:
- Rosalinde und Adele in Die Fledermaus von Johann Strauss
- Konstanze und Blonde in Die Entführung aus dem Serail von Wolfgang Amadeus Mozart
- Zerbinetta  in Ariadne auf Naxos von Richard Strauss
- Olympia in Hoffmanns Erzählungen von Jacques Offenbach
- Nedda in Der Bajazzo von Ruggiero Leoncavallo
- Marie in Zar und Zimmermann von Albert Lortzing
- Gilda in Rigoletto und Violetta in La traviata von Giuseppe Verdi
- Frau Fluth in Die lustigen Weiber von Windsor von Otto Nicolai